# La leyenda (álbum)
La Leyenda es un álbum póstumo de la cantante de música tejana Selena. Este álbum es apartada por un comunicado de 9 de marzo de 2010. EMI Latin y Q-Productions está planeando en la liberación de tres formatos diferentes. La hermana de Selena, Suzette Quintanilla dio a conocer un vídeo promocional sobre el nuevo proyecto.

## Listado de canciones

### Edición Estándar
| N.º | Título                              | Escritor(es)                        | Del álbum                    | Duración |  |
| 1.  | «Bidi Bidi Bom Bom»                 | Selena Quintanilla • Pete Astudillo | Amor Prohibido               | 3:07     |  |
| 2.  | «La Llamada»                        | A.B. Quintanilla III • Astudillo    | Live!                        | 3:11     |  |
| 3.  | «Amor Prohibido»                    | Quintanilla III • Astudillo         | Amor Prohibido               | 2:45     |  |
| 4.  | «Como La Flor»                      | Quintanilla III • Astudillo         | Entre a mi mundo             | 3:04     |  |
| 5.  | «No Me Queda Más»                   | Ricky Vela                          | Amor Prohibido               | 3:12     |  |
| 6.  | «La Carcacha»                       | Astudillo • Quintanilla III         | Entre a mi mundo             | 3:18     |  |
| 7.  | «Fotos y Recuerdos»                 | Chrissy Hynde                       | Amor Prohibido               | 2:31     |  |
| 8.  | «I Could Fall In Love»              | Keith Thomas                        | Dreaming of You              | 4:41     |  |
| 9.  | «Tú, Solo Tú»                       | Felipe Valdéz Leal                  | Dreaming of You              | 3:12     |  |
| 10. | «Dreaming Of You»                   | Franne Golde • Tom Snow             | Dreaming of You              | 5:14     |  |
| 11. | «Techno Cumbia»                     | Quintanilla III • Astudillo         | Amor Prohibido               | 3:46     |  |
| 12. | «No Quiero Saber» (2000 Mix)        | Quintanilla III • Astudillo         | Ven Conmigo y Siempre Selena | 3:32     |  |
| 13. | «El Chico del Apartamento 512»      | Quintanilla III • Vela              | Amor Prohibido               | 3:27     |  |
| 14. | «Baila Esta Cumbia»                 | Quintanilla III • Astudillo         | Ven Conmigo                  | 2:42     |  |
| 15. | «Buenos Amigos» (Con Álvaro Torres) | Álvaro Torres                       | Nada Se Compara Contigo      | 4:46     |  |

### Edición Deluxe
Para la edición de lujo del álbum, se lanzó un box set especial el cual contenía dos discos, ambos de 15 canciones y un booklet con más de 50 mensajes de fanáticos y familia.
- Disco 1

| N.º | Título                         | Escritor(es)                          | Del álbum                   | Duración |  |
| 1.  | «Amor Prohibido»               | A.B. Quintanilla III • Pete Astudillo | Amor Prohibido              | 2:45     |  |
| 2.  | «Besitos»                      | Quintanilla III                       | Selena                      | 2:23     |  |
| 3.  | «Baila Esta Cumbia»            | Quintanilla III • Astudillo           | Ven Conmigo                 | 2:42     |  |
| 4.  | «La Carcacha»                  | Astudillo • Quintanilla III           | Entre a mi mundo            | 3:18     |  |
| 5.  | «Como La Flor»                 | Quintanilla III • Astudillo           | Entre a mi mundo            | 3:04     |  |
| 6.  | «No Debes Jugar»               | Ricky Vela • Quintanilla III          | Live                        | 2:47     |  |
| 7.  | «La Llamada»                   | A.B. Quintanilla III • Astudillo      | Live                        | 3:11     |  |
| 8.  | «Bidi Bidi Bom Bom»            | Selena Quintanilla • Pete Astudillo   | Amor Prohibido              | 3:07     |  |
| 9.  | «Si Una Vez»                   | Quintanilla III • Astudillo           | Amor Prohibido              | 2:47     |  |
| 10. | «El Chico del Apartamento 512» | Quintanilla III • Vela                | Amor Prohibido              | 3:27     |  |
| 11. | «Techno Cumbia»                | Quintanilla III • Astudillo           | Amor Prohibido              | 3:46     |  |
| 12. | «Costumbres» (Versión Cumbia)  | Quintanilla III • Astudillo           | Dulce Amor y Siempre Selena | 3:36     |  |
| 13. | «Fotos y Recuerdos»            | Chrissy Hynde                         | Amor Prohibido              | 2:31     |  |
| 14. | «Contigo Quiero Estar»         | Alejandro Montealegre                 | Selena                      | 4:05     |  |
| 15. | «Ámame, Quiéreme»              | Quintanilla III                       | Selena                      | 2:40     |  |

- Disco 2

| N.º | Título                                                            | Escritor(es)                            | Del álbum                              | Duración |  |
| 1.  | «I Could Fall In Love»                                            | Keith Thomas                            | Dreaming of You                        | 4:41     |  |
| 2.  | «Only Love»                                                       | Robbie Buchanan • M. Spiro              | Siempre Selena                         | 4:12     |  |
| 3.  | «Dreaming Of You»                                                 | Franne Golde • Tom Snow                 | Dreaming of You                        | 5:14     |  |
| 4.  | «I'm Getting Used To You»                                         | Dianne Warren                           | Dreaming of You                        | 4:03     |  |
| 5.  | «Where Did The Feeling Go?»                                       | Norman Saleet                           | The Original Motion Picture Soundtrack | 3:44     |  |
| 6.  | «Is It The Beat?»                                                 | Pamela Philips Oland • Quintanilla III  | The Original Motion Picture Soundtrack | 4:09     |  |
| 7.  | «Buenos Amigos» (Con Álvaro Torres)                               | Álvaro Torres                           | Nada Se Compara Contigo                | 4:46     |  |
| 8.  | «Aunque No Salga El Sol»                                          | Johnny Herrera                          | Ven Conmigo                            | 3:24     |  |
| 9.  | «No Quiero Saber» (2000 Mix)                                      | Quintanilla III • Astudillo             | Ven Conmigo                            | 3:32     |  |
| 10. | «¿Qué Creías?»                                                    | Quintanilla III • Vela                  | Entre a Mi Mundo                       | 3:30     |  |
| 11. | «No Me Queda Más»                                                 | Vela                                    | Amor Prohibido                         | 3:12     |  |
| 12. | «Tú, Solo Tú»                                                     | Felipe Valdéz Leal                      | Dreaming of You                        | 3:12     |  |
| 13. | «El Toro Relajo»                                                  | Felipe Bermejo                          | Dreaming of You                        | 2:20     |  |
| 14. | «Siempre Hace Frío»                                               | Cuco Sánchez                            | Siempre Selena                         | 3:13     |  |
| 15. | «Cómo Te Extraño» (Bonus track • Interpretada por Pete Astudillo) | Astudillo • Quintanilla III • Joe Ojeda | Selena ¡VIVE!                          | 4:36     |  |

## Antecedentes y producción
Suzette Quintanilla, la hermana de Selena, estuvo en frente de este nuevo proyecto.
Alrededor de principios de diciembre de 2009, el vivo de la información que más tarde fue pasado de la página, pero todavía existe en YouTube.
A mediados de diciembre de 2009, el nombre del álbum, La Leyenda fue lanzado al público por el mercado de venta en Amazon.com. 
Los álbumes serán lanzados el 9 de marzo de 2010, según lo verificado por Amazon.com. El lanzamiento marca el decimoquinto aniversario de la muerte de Selena, después de ser asesinada el 31 de marzo de 1995 por Yolanda Saldivar que le dio un disparo por la espalda con un revólver Taurus Calibre 38.

### Lanzamiento y promoción
En octubre de 2009, un vivo público fue lanzado el sitio web de Q-Productions en sólo un par de meses antes de que más tarde fue retirado, lo que significa que tienen todos los mensajes que posiblemente puede encajar en la caja recopilatoria nueva.
Como se dijo en el vídeo, los fanáticos de Selena, tendrán un papel importante en el que públicamente se ve en el cuadro de conjunto.
- Datos: Q3234472